# Creu de terme de Biure
La creu de terme de Biure del municipi de les Piles és una obra religiosa d'estil gòtic del segle xv. La creu original va ser destruïda durant la Guerra Civil espanyola. La que es pot observar al carrer és una restauració. Està ubicada abans d'entrar al nucli urbà de Biure, a 500 m de distància, entrant per Mas Corbella. És una obra inclosa en l'Inventari del Patrimoni Arquitectònic de Catalunya.

## Descripció
Es compon d'una base moderna sobre la qual es troba un fust de base hexagonal i a sobre, a la base de la creu, hi ha baixos relleus on es veuen figures de sants amb traces gòtiques. A la creu s'hi pot observar la figura de Jesús gravada en una cara i la Verge a l'una altra. Es troba a frec del poble de Biure i al peu del Camí de Sant Miquel de Montclar.